# Чемпіонат Черкаської області з футболу
Чемпіонат Черкаської області з футболу — обласне змагання українського футболу серед аматорських команд. Проводиться під егідою Черкаської обласної асоціації футболу.

## Всі переможці Вищої Ліги
| Сезон | Чемпіон                                     | 2 місце                                   | 3 місце                                |
| 1954  | «Торпедо» (м. Черкаси)                      |                                           |                                        |
| 1955  | «Динамо» (м. Черкаси)                       |                                           |                                        |
| 1956  | «Колгоспник» (м. Черкаси)                   |                                           |                                        |
| 1957  | «Колгоспник» (м. Черкаси)                   |                                           |                                        |
| 1958  | БО РА (м. Черкаси)                          |                                           |                                        |
| 1959  | «Шахтар» (м. Ватутіне)                      |                                           |                                        |
| 1960  | «Спартак» (м. Умань)                        |                                           |                                        |
| 1961  | «Шахтар» (м. Ватутіне)                      |                                           |                                        |
| 1962  | «Локомотив» (м. Золотоноша)                 |                                           |                                        |
| 1963  | «Шахтар» (м. Ватутіне)                      |                                           |                                        |
| 1964  | «Локомотив» (м. Сміла)                      |                                           |                                        |
| 1965  | «Локомотив» (м. Сміла)                      |                                           |                                        |
| 1966  | «Локомотив» (м. Сміла)                      |                                           |                                        |
| 1967  | «Локомотив» (м. Сміла)                      |                                           |                                        |
| 1968  | «Локомотив» (м. Сміла)                      |                                           |                                        |
| 1969  | «Локомотив» (м. Сміла)                      |                                           |                                        |
| 1970  | «Локомотив» (м. Сміла)                      |                                           |                                        |
| 1971  | «Локомотив» (м. Сміла)                      |                                           |                                        |
| 1972  | «Фотоприлад» (м. Черкаси)                   |                                           |                                        |
| 1973  | «Локомотив» (м. Сміла)                      |                                           |                                        |
| 1974  | «Локомотив» (м. Сміла)                      |                                           |                                        |
| 1975  | «Зоря» (м. Умань)                           |                                           |                                        |
| 1976  | «Хімік» (м. Черкаси)                        |                                           |                                        |
| 1977  | «Хімік» (м. Черкаси)                        |                                           | «Цукровик» (м. Черкаси)                |
| 1978  | «Темп» (м. Черкаси)                         | «Фотоприлад» (м. Черкаси)                 | «Зоря» (м. Умань)                      |
| 1979  | «Темп» (м. Черкаси)                         | «Хімік» (м. Черкаси)                      | «Машинобудівник» (м. Сміла)            |
| 1980  | «Авангард» (м. Сміла)                       |                                           |                                        |
| 1981  | «Трактор» (м. Чигирин)                      | «Торпедо» (м. Черкаси)                    | «Тясмин» (м. Сміла)                    |
| 1982  | «Хімік» (м. Черкаси)                        | «Темп» (м. Черкаси)                       | «Торпедо» (м. Черкаси)                 |
| 1983  | «Тясмин» (м. Сміла)                         | «Темп» (м. Черкаси)                       | «Торпедо» (м. Черкаси)                 |
| 1984  | «Темп» (м. Черкаси)                         | «Торпедо» (м. Черкаси)                    | «Трактор» (м. Чигирин)                 |
| 1985  | «Колос» (с. Геронимівка)                    | «Тясмин» (м. Сміла)                       | «Хімік» (м. Черкаси)                   |
| 1986  | «Темп» (м. Черкаси)                         | «Торпедо» (м. Черкаси)                    | «Хімік» (м. Черкаси)                   |
| 1987  | «Торпедо» (м. Черкаси)                      |                                           |                                        |
| 1988  | «Торпедо» (м. Черкаси)                      | «Ротор» (м. Черкаси)                      | «Фотоприлад» (м. Черкаси)              |
| 1989  | «Темп» (м. Корсунь-Шевченківський)          | «Колос» (с. Геронимівка)                  | «Старт» (м. Умань)                     |
| 1990  | «Спартак» (м. Золотоноша)                   | «Хімік» (м. Черкаси)                      | «Тясмин» (м. Кам'янка)                 |
| 1991  | «Колос» (с. Геронимівка)                    | «Магніт» (м. Канів)                       | «Хімік» (м. Черкаси)                   |
| 1992  | «Ротор» (м. Черкаси)                        | «Енергетик» (м. Чигирин)                  | «Хімік» (м. Черкаси)                   |
| 1993  | «Енергетик» (м. Чигирин)                    | «Нафтовик» (м. Корсунь-Шевченківський)    | «Колос-Витік» (с. Родниківка)          |
| 1994  | «Нива-Нафтовик» (м. Корсунь-Шевченківський) | «Енергетик» (м. Чигирин)                  | «Локомотив» (м. Сміла)                 |
| 1995  | «Локомотив» (м. Сміла)                      | «Свитязь» (м. Черкаси)                    | «Енергія» (м. Чигирин)                 |
| 1996  | «Нива-Нафтовик» (м. Корсунь-Шевченківський) | «Будівельник» (м. Тальне)                 | ФК «Чигирин» (м. Чигирин)              |
| 1997  | «Нива» (смт Драбів)                         | «КХП Будівельник» (м. Тальне)             | ФК «Чигирин» (м. Чигирин)              |
| 1998  | «КХП» (м. Тальне)                           | ФК «Драбів» (смт Драбів)                  | «Рибка-Нафтенерго» (м. Черкаси)        |
| 1999  | ФК «Тальне» (м. Тальне)                     | «Колос» (смт Чорнобай)                    | ФК «Звенигородка» (м. Звенигородка)    |
| 2000  | ФК «Драбів» (смт Драбів)                    | «Ікар» (Собківка)                         | «Колос» (смт Чорнобай)                 |
| 2001  | «Колос» (смт Чорнобай)                      | «Ікар» (Собківка)                         | ФК «Драбів» (смт Драбів)               |
| 2002  | «Колос» (смт Чорнобай)                      | «Ятрань-Ікар» (Уманський район)           | ФК «Драбів» (смт Драбів)               |
| 2003  | «Колос» (смт Чорнобай)                      | «Хімік» (м. Черкаси)                      | ФК «Драбів» (смт Драбів)               |
| 2004  | ФК «Нива-Златокрай» (Золотоніський район)   | «Ходак» (м. Черкаси)                      | ФК «Колос» (смт Чорнобай)              |
| 2005  | «Ходак» (м. Черкаси)                        | «Тясмин-Газовик» (м. Кам'янка)            | ФК «Драбів» (смт Драбів)               |
| 2006  | «Ходак» (м. Черкаси)                        | «Авангард» (м. Монастирище)               | «Тясмин-Газовик» (м. Кам'янка)         |
| 2007  | «Тясмин-Газовик» (м. Кам'янка)              | «Шпола-ЛНЗ-Лебедин» (м. Шпола)            | «Ходак» (м. Черкаси)                   |
| 2008  | «Ходак» (м. Черкаси)                        | «Холодний Яр» (м. Кам'янка)               | «Шпола-ЛНЗ-Лебедин» (м. Шпола)         |
| 2009  | «Шпола-ЛНЗ-Лебедин» (м. Шпола)              | «Холодний Яр» (м. Кам'янка)               | «Наша Ряба» (смт Катеринопіль)         |
| 2010  | «Холодний Яр» (м. Кам'янка)                 | «Зоря» (с. Білозір'я)                     | «Явір» (м. Сміла)                      |
| 2011  | «Шпола-ЛНЗ-Лебедин» (м. Шпола)              | «Зоря» (с. Білозір'я)                     | «Уманьферммаш» (м. Умань)              |
| 2012  | «Зоря» (с. Білозір'я)                       | «Шпола-ЛНЗ-Лебедин» (м. Шпола)            | «Уманьферммаш» (м. Умань)              |
| 2013  | «Зоря» (с. Білозір'я)                       | «Уманьферммаш» (м. Умань)                 | «Ретро» (м. Ватутіне)                  |
| 2014  | «Зоря» (с. Білозір'я)                       | «УТК-Ятрань» (Уманський район)            | «ЛНЗ-Лебедин» (с. Лебедин)             |
| 2015  | «УТК-Ятрань» (Уманський район)              | «Уманьферммаш» (м. Умань)                 | «Ретро» (м. Ватутіне)                  |
| 2016  | «ЛНЗ-Лебедин» (с. Лебедин)                  | «Уманьферммаш» (м. Умань)                 | «Базис» (Кочубіївка)                   |
| 2017  | «ЛНЗ-Лебедин» (с. Лебедин)                  | «УТК (футбольний клуб)» (Уманський район) | «Базис» (Кочубіївка)                   |
| 2018  | «УТК» (Уманський район)                     | «Альтаїр» (смт Драбів)                    | «Златокрай-2017» (Золотоніський район) |
| 2019  | «Альтаїр» (смт Драбів)                      | «Базис» (Кочубіївка)                      | «УТК» (Уманський район)                |
| 2020  | «Златокрай-2017» (Золотоніський район)      | «УТК» (Уманський район)                   | «Базис» (Кочубіївка)                   |
| 2021  | «УТК» (Уманський район)                     | «Зоря-Академія» (Білозір'я)               | СК «Базис-2» (Кочубіївка)              |
| 2022  | «УТК» (Уманський район)                     | «Златокрай-2017» (Золотоніський район)    | «Базис» (Кочубіївка)                   |
| 2023  | «СК Профіспорт» (Золотоноша)                | «Базис» (Кочубіївка)                      | «УТК» (Уманський район)                |
| 2024  | «Карбон» (Черкаси)                          | «УТК» (Уманський район)                   | «Базис» (Кочубіївка)                   |
| 2025  |                                             |                                           |                                        |

## Всі переможці Першої Ліги
| Сезон     | Чемпіон                       | 2 місце                                  | 3 місце                           |
| 2013      | «ЛНЗ–Лебедин» (Лебедин)       | «Артанія» (Межиріч)                      | «Зоря-2» (с. Білозір'я)           |
| 2014/2015 | «Колос» (Вільшана)            | «Артанія» (Межиріч)                      | ФК «Тальне» (Тальне)              |
| 2015/2016 | «Колос» (Чорнобай)            | ФК«Шевченків край» (Звенигородський р-н) | ФК «Слобода» (Червона Слобода)    |
| 2017      | «Центр-Монтаж-Енерго» (Умань) | «Шевченків край» (Городище)              | «Наша Ряба» (Катеринопіль)        |
| 2018      | «УТК-2» (Уманський р-н)       | «Шевченків край» (Городище)              | «Наша Ряба» (Катеринопіль)        |
| 2019      | «УТК-2» (Уманський р-н)       | «Колос» (Вільшана)                       | «Шевченків край» (Городище)       |
| 2020      | «УТК-2» (Уманський р-н)       | «<Базис-2» (Кочубіївка)                  | «Урожай» (Корсунь-Шевченківський) |
| 2021      | «УТК-2» (Уманський р-н)       | «Зоря-Академія» (Білозір'я)              | «Базис-2» (Кочубіївка)            |
| 2022      | «УТК-2» (Уманський р-н)       | «ФК Тальне» (Тальне)                     | «Базис-2» (Кочубіївка)            |
| 2024      | «ФК Граніт» (Старі Бабани)    | «СК Ренет» (Мліївська ТГ)                | «ФК Тальне» (Тальне)              |